# Élections législatives tchadiennes de 2024
Les élections législatives tchadiennes ont lieu le 29 décembre 2024 afin de renouveler les 188 membres de l'Assemblée nationale du Tchad.
Initialement prévues en 2015, elles sont repoussées à plusieurs reprises, d'abord par manque de budget et du fait de la situation sécuritaire causée par Boko Haram dans la région, puis par le décès en 2021 du président Idriss Déby. Ce dernier est remplacé par son fils Mahamat Idriss Déby, dont l'élection à la présidence en mai 2024 met fin à une période de transition de trois ans.
Les législatives sont largement remportées par le Mouvement patriotique du salut (MPS) dirigé par Mahamat Idriss Déby, qui bénéficie ainsi du soutien d'une majorité absolue à l'assemblée.

## Contexte

### Reports successifs

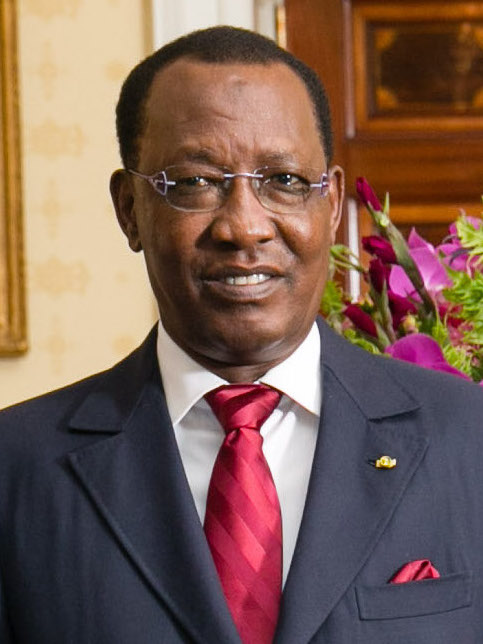
Idriss Déby.

Les élections visent à élire la VIe législature de la Quatrième République du Tchad. Initialement prévu pour 2015 au terme du mandat de quatre ans de ses députés, le renouvellement de l'Assemblée a été reporté à plusieurs reprises par les autorités, qui le justifient par un manque de moyens : « En période de vache maigre, on ne peut rien faire », a ainsi déclaré le président du Tchad Idriss Déby. La Ligue tchadienne des droits de l'Homme (LTDH) a dénoncé cette décision, considérant que « le pouvoir est allé très loin dans sa remise en cause de la démocratie au Tchad ». De fait, la loi no 011/PR/2015 prolonge la durée du mandat du troisième Parlement, élu en 2011, jusqu'à la première séance du nouveau Parlement.
Un temps annoncé pour fin novembre 2018, les élections sont à nouveau repoussées à quelques semaines de l'échéance jusqu'en mai 2019, bien qu'un énième report soit jugé probable. Le coût du scrutin s’élèverait à 70 milliards de francs CFA, « un budget dont le pays ne dispose pas », selon le président Déby, qui appelle les partenaires internationaux à aider son pays à le financer. Ce budget élevé s'expliquerait par la nécessité de mettre en place le code électoral, la commission électorale nationale indépendante puis procéder au recensement électoral de la population en tenant compte du nouveau découpage administratif, selon l'un des membres du Cadre national de dialogue politique (CNDP). Cet organe, composé de 15 membres de la majorité et de 15 de l'opposition, a été mis en place après un dialogue politique en avril 2018 ayant conduit à l'annonce des élections en novembre. Le CNDP est notamment chargé de mettre en place la commission électorale indépendante (CENI). L'opposition dénonce ce nouveau report, estimant que l’argument du manque de moyens financiers est un prétexte du pouvoir, qui craindrait de perdre sa majorité absolue aux prochaines élections,.
Les membres de la CENI ne prêtent finalement serment que le 4 avril 2019 auprès de la Cour constitutionnelle, un retard dans les délais rendant improbable la tenue des élections le mois suivant. La composition de la commission, jugée partiale par l'opposition, entraine par ailleurs une vive polémique ainsi que des manifestations. Une partie de l'opposition envisage alors un boycott du scrutin.
Le scrutin est un temps envisagé en mai 2019, puis vers la fin de l'année, voire en 2020, en raison des désaccords sur la CENI,. Malgré la demande du président Déby d'une organisation du scrutin par la commission électorale avant fin janvier 2020 au plus tard, aucun préparatif n'est mis en œuvre moins de quatre mois avant cette échéance, jetant le doute sur sa bonne tenue,. Dès début octobre, le président de la Céni annonce qu'il considère irréaliste la tenue d'élections avant le premier trimestre 2020.
Le 6 janvier, un énième report au 9 août 2020 est annoncé, suscitant les critiques de l'opposition, qui juge que le président Déby « tourne en rond » sur cette question depuis quatre ans. Le gouvernement justifie sa décision par la menace terroriste causée par la présence de Boko Haram, l'organisation ayant multiplié depuis plusieurs années les attaques meurtrières autour du lac Tchad. La classe politique finit néanmoins par s'entendre sur une nouvelle date faisant consensus, et la Ceni annonce le 14 février un nouveau report au 13 décembre 2020. L'annonce des résultats provisoires est prévue pour le 27 décembre, suivis des résultats définitifs le 31 janvier 2021,.
En juin 2020 cependant, la Ceni annonce un nouveau report en raison de la pandémie de covid-19 et de la saison des pluies. Les élections sont ainsi repoussées à une date indéterminée vers avril 2021, avant d'être fixées le mois suivant au 24 octobre 2021, soit six mois après la présidentielle.

### Mort d'Idriss Déby

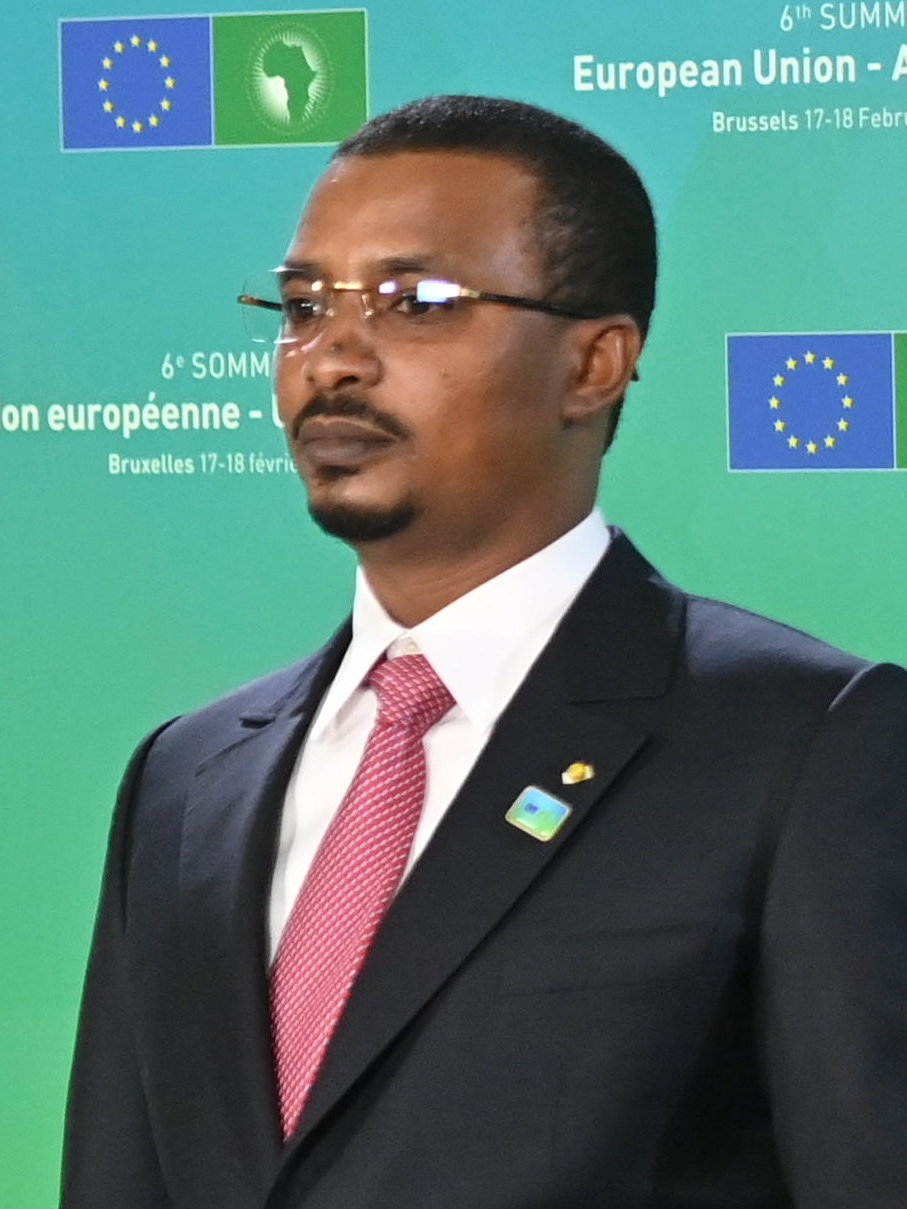
Mahamat Idriss Déby.

Idriss Déby est réélu avec 79,32 % des voix pour un sixième mandat dès le premier tour de l'élection présidentielle de 2021, où il affronte six candidats « sans poids politique », accusés d’être de simples « faire-valoir ». Le président réélu est toutefois tué le 20 avril au cours d'une visite sur le front opposant l'armée tchadienne aux rebelles du Front pour l’alternance et la concorde au Tchad.
Un régime militaire de transition est instauré, mené par son fils, le général Mahamat Déby, qui prend la tête d'un Conseil militaire de transition,,.
L'armée annonce le 20 avril même la dissolution de l'Assemblée nationale et du gouvernement, puis décrète la fermeture des frontières et l'instauration d'un couvre feu. Le Conseil annonce prendre le pouvoir pour une durée transitoire de dix-huit mois, à l'issue de laquelle des élections seront organisées, soit vers septembre 2022.
L'accord de paix de Doha signé avec les mouvements rebelles le 8 août 2022 instaure la mise en place du « Dialogue national inclusif et souverain », un ensemble de commissions composées de près de 1400 représentants chargés de s'accorder sur plusieurs lignes politiques portant notamment sur la paix et la réconciliation nationale, la forme de l’État, la future Constitution, les réformes institutionnelles, le processus électoral et les droits et libertés fondamentales. Plusieurs partis dont la principale coalition de l’opposition, Wakit Tama, décident cependant de boycotter le Dialogue national, ouvert du 20 août au 30 septembre 2022. Ils accusent en effet la junte et les personnalités proches d'elle de procéder à un « monologue ». En retour, la junte procède à une répression politique brutale, la police et l'armée ceinturant courant septembre les quartiers de la capitale afin de disperser les tentatives de manifestations. En parallèle, Mahamat Déby met en avant une prolongation de la transition de dix-huit mois supplémentaires, avant de revenir sur sa promesse de ne pas se présenter à la future élection présidentielle.

### Fin de la transition
Le 17 décembre 2023, un référendum constitutionnel est organisé pour adopter une nouvelle Constitution remplaçant celle de 2018. Ce vote ouvre la voie à la fin de transition militaire. La nouvelle Constitution instaure un régime semi-présidentiel et renforce les droits fondamentaux, mais suscite des tensions avec les partisans d'un État fédéral. Malgré un appel au boycott de l'opposition qui dénonce des irrégularités dans les résultats, le projet est approuvé à 86 % avec une participation de 63 %, ouvrant la voie à une candidature de Mahamat Idriss Déby à la future présidentielle.
L'élection présidentielle organisée le 6 mai 2024 est marquée par la mort du principal opposant au régime, Yaya Dillo Djérou, au cours d'une opération qualifiée d'assassinat par l'opposition,.
Les principaux opposants restants voient leur candidatures invalidés, ne laissant en lice que Mahamat Idriss Déby et des candidats jugés fantoches par l'opposition, qui appelle en grande partie au boycott du scrutin,. Si le scrutin semble joué d'avance, le Premier ministre Succès Masra mène cependant une très bonne campagne, et semble en mesure de déjouer les pronostics,. Mahamat Idriss Déby Itno est cependant élu dès le premier tour avec 61 % des suffrages exprimés, tandis que Succès Masra affirme avoir remporté le scrutin et conteste sans succès les résultats,. Idriss Déby est investi président le 23 mai 2024,. Le jour même, il nomme Premier ministre Allamaye Halina, un fidèle du clan Déby. Le 13 novembre 2024, la candidature de Mahamat Zen Bada Abbas, aux élections législatives est refusée par l'Agence nationale de gestion des élections en raison de sa condamnation de 2012.
L'Agence nationale de gestion des élections rend public courant août la date des élections législatives, fixée au 29 décembre 2024. Les dépôts des candidatures ont lieu du 19 au 28 octobre 2024 tandis que la publication des résultats définitifs est prévue le 3 février 2025.

## Mode de scrutin

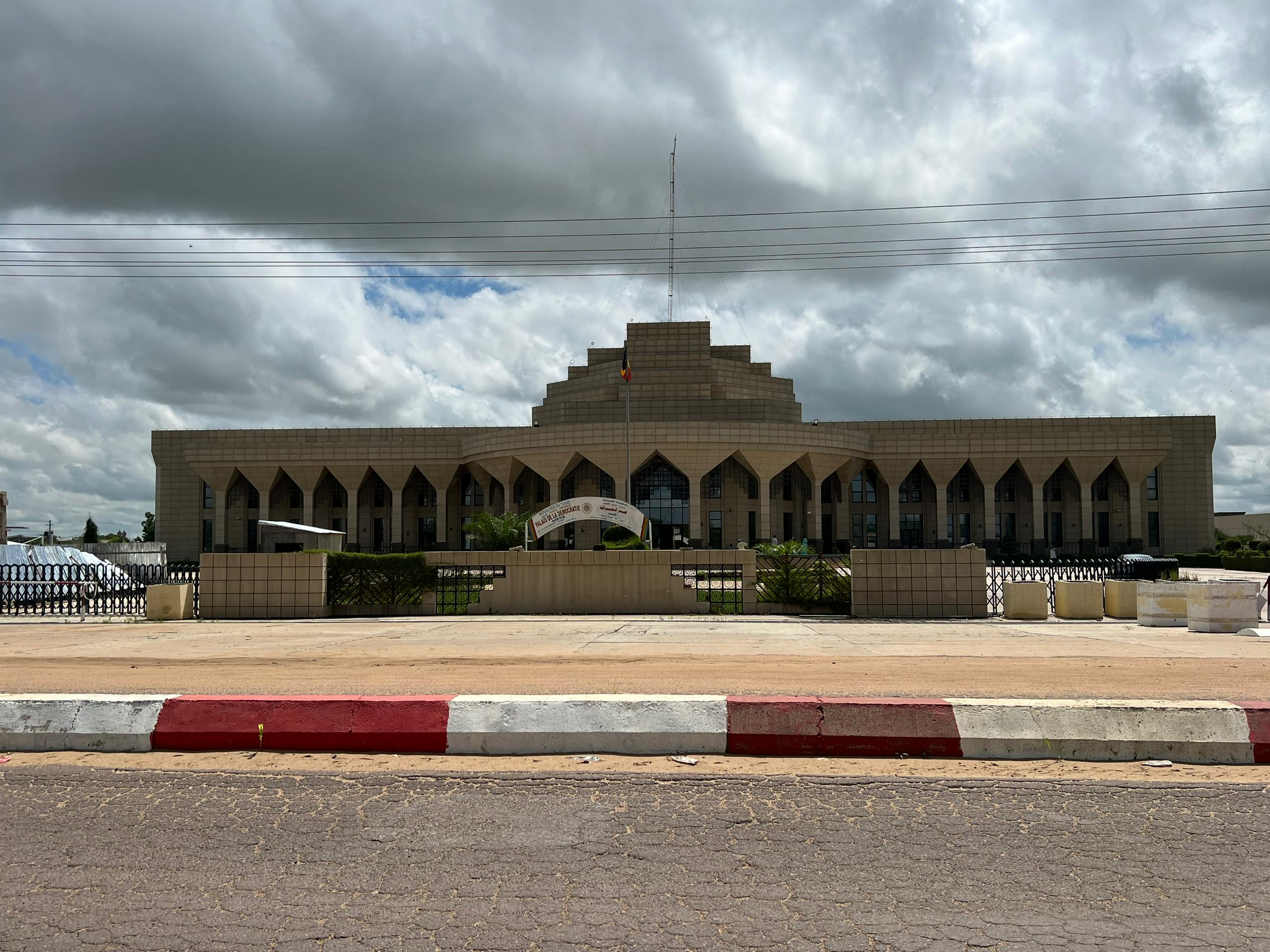
L'Assemblée nationale à N'Djaména.

L'Assemblée nationale est la chambre basse du parlement du Tchad. Dans les faits il s'agit d'un parlement unicaméral puisque le Sénat, prévu par la Constitution de 2018 révisée en 2020, puis par Constitution de 2023 n'a toujours pas été établi. Elle est composée de 161 sièges dont les membres sont élus pour cinq ans selon un mode de scrutin mixte mêlant scrutin uninominal majoritaire à deux tours et scrutin plurinominal majoritaire à un tour. Le mandat était de quatre ans avant un amendement constitutionnel en 2018 qui l'a prolongé d'un an à compter de ce scrutin. De même, l'assemblée était auparavant composée de 188 sièges.
Sont ainsi à pourvoir 161 sièges dans 116 circonscriptions électorales à raison d'un siège par tranche de 40 000 habitants à partir de 50 000 habitants, avec un député minimum et un autre supplémentaire pour une éventuelle tranche restante de 30 000 habitants. Ces circonscriptions sont pourvues pour celles d'un seul siège au scrutin uninominal majoritaire à deux tours. Les électeurs y votent pour un seul candidat, et celui arrivé en tête avec plus de 50 % des voix au premier tour est élu. À défaut, un second tour est organisé entre les deux candidats arrivés en tête, et celui recueillant le plus de voix est élu.
Les circonscriptions plurinominales, composées de deux à cinq sièges, sont à pourvoir au scrutin plurinominal majoritaire à un tour via des listes bloquées. Les électeurs votent pour une liste, et celle arrivée en tête avec plus de 50 % des voix au premier tour voit ses candidats remporter l'intégralité des sièges. À défaut, les sièges sont répartis à la proportionnelle entre les différentes listes sur la base de leurs résultats en appliquant la méthode du plus fort reste.

## Campagne
En octobre 2024, du fait des inondations qui ont lieu quelques semaines plus tôt, le parti Les Transformateurs de Succès Masra, demande le report du scrutin en 2025 comme condition pour y participer. Le gouvernement refuse de reporter le scrutin. En réaction, Masra, qui dénonce un scrutin joué d'avance, appelle à boycotter le scrutin, une décision similaire à celle de la coalition d'opposition du Groupe de concertation des acteurs politiques, quelques semaines auparavant.
Pour sa part, arguant d'une « cohérence » par rapport à ses décisions précédentes de participer aux précédents scrutins de la transition, l'ancien Premier ministre Albert Pahimi Padacké annonce la participation de son parti au scrutin.

## Résultats
|                           | Mouvement patriotique du salut (MPS)                                         | 1 814 429 | 45,18 | 124 | 9             |  |  |  |  |
|                           | Rassemblement national des démocrates tchadiens - le réveil (RNDT-Le Réveil) | 279 653   | 6,96  | 11  | 3             |  |  |  |  |
|                           | Rassemblement pour la démocratie et le progrès (RDP)                         | 242 821   | 6,05  | 8   | en stagnation |  |  |  |  |
|                           | Union nationale pour la démocratie et le renouveau (UNDR)                    | 156 758   | 3,90  | 7   | 3             |  |  |  |  |
|                           | Parti Al-Wassat                                                              | 78 043    | 1,94  | 1   | 1             |  |  |  |  |
|                           | Parti réformiste (PR)                                                        | 72 344    | 1,80  | 1   | 1             |  |  |  |  |
|                           | Parti pour les libertés et le développement (PLD)                            | 61 090    | 1,52  | 2   | en stagnation |  |  |  |  |
|                           | Autres partis                                                                | 1 310 882 | 32,64 | 34  | –             |  |  |  |  |
|                           |                                                                              |           |       |     |               |  |  |  |  |
| Suffrages exprimés        | Suffrages exprimés                                                           | 4 016 020 | 95,05 |     |               |  |  |  |  |
| Votes blancs et invalides | Votes blancs et invalides                                                    | 209 294   | 4,95  |     |               |  |  |  |  |
| Total                     | Total                                                                        | 4 225 314 | 100   | 188 | 33            |  |  |  |  |
| Abstentions               | Abstentions                                                                  | 3 841 012 | 41,62 |     |               |  |  |  |  |
| Inscrits / participation  | Inscrits / participation                                                     | 8 066 326 | 52,38 |     |               |  |  |  |  |

## Analyses et conséquences
Le déroulement du scrutin est dénoncé par l'opposition et les observateurs locaux, qui rélèvent des pratiques de fraude électorale tels que des bourrages d'urnes, des votes sans carte d'électeur, et le transport organisé d'électeurs. Ces accusations visent principalement le Mouvement patriotique du salut, parti du président au pouvoir Mahamat Idriss Déby. L'Agence nationale de gestion des élections (ANGE) affirme en revanche que le scrutin s'est déroulé de manière satisfaisante, évoquant seulement des incidents mineurs.
Les résultats provisoires sont publiés le 12 janvier 2025,. Le Mouvement patriotique du Salut arrive en tête, suivi du Rassemblement national des démocrates tchadiens - le réveil (RNDT-le Réveil), qui dénonce le même jour une manipulation des résultats.. Le Rassemblement pour la démocratie et le progrès (RDP) arrive en troisième position, suivi de l'union nationale pour la démocratie et le renouveau (UNDR),. Le Conseil Constitutionnel proclame les résultats définitifs le 21 janvier suivant. 